# جوسيه سارني
جوسيه سارني دي أراوخو كوستا (بالبرتغالية: José Sarney‏) (24 أبريل 1930 - )، الرئيس الحادي والثلاثين للبرازيل للفترة من 21 أبريل 1985 إلى 15 مارس 1990.
صعد سارني في السياسة الخارجية من الولاية التي ينتمى لها مارانهاو ممثلا لمجموعة «جيل بوسا نوفا» عن الاتحاد الوطني الديمقراطي UDN في فترة خمسينات القرن الماضي.
وهذه المجموعة لعب دور الشبان المثاليين الذين يسعون إلى إعادة تنظيم الإدارة العامة وتخليص الحكومة من الفساد والممارسات الضارة القديمة.
خلال فترة الحكم الدكتاتوري العسكري في البرازيل، والتي فرضت نظام الحزبين، انضم سارني للحزب الحاكم، حزب تحالف التجديد الوطني، ليصبح رئيسا للحزب في عام 1979. كما سقط النظام، ومع ذلك، انقسم حزبه حول تعيين باولو معلوف كمرشح رئاسي. فانضم سارني إلى المنشقين، ولعب دوراً أساسياً في إنشاء حزب الجبهة الليبرالية. ووافق على ترشيح نفسه كنائب للرئيس تانكريدو نيفيس، والذي كان من حزب حركة البرازيليين الديمقراطيين PMDB، المعروف سابقاً باسم حزب المعارضة للحكومة العسكرية. فاز نيفيس بالانتخابات الرئاسية، ولكن سقط مريضاً وتوفي قبل توليه منصبه، وأصبح سارني رئيسا للجمهورية. بدأ ولايته مع شعبية كبيرة، ولكن الرأي العام قد تغير بسبب أزمة الديون البرازيلية وفشل كروزادو بلانو في تخفيف ومعالجة حالة التضخم المزمن.
مغ مرور الوقت، اكتسب سارني وعائلته نفوذاً هائلاً في الحياة العامة في مارانهاو، واليوم يعتبر من القلة على رأس البرازيل. سارني يمتلك أهم الصحف ومحطات التلفزيون في مارانهاو، ولا يزال يتمتع بنفوذ هناك على الرغم من إنه الآن عضو في الكونغرس عن ولاية أمابا. وواجهت سارني أيضاً إدعاءات متعددة تتهمة بالمحسوبية والفساد في حياته المهنية.
سارني حالياً عضو منذ فترة طويلة في الكونغرس البرازيلي، ومستمر في المناصب العامة منذ عام 1958 من دون انقطاع تقريباً. سارني أيضاً كاتب بارع، وعضو في الأكاديمية البرازيلية للآداب.

## معرض صور

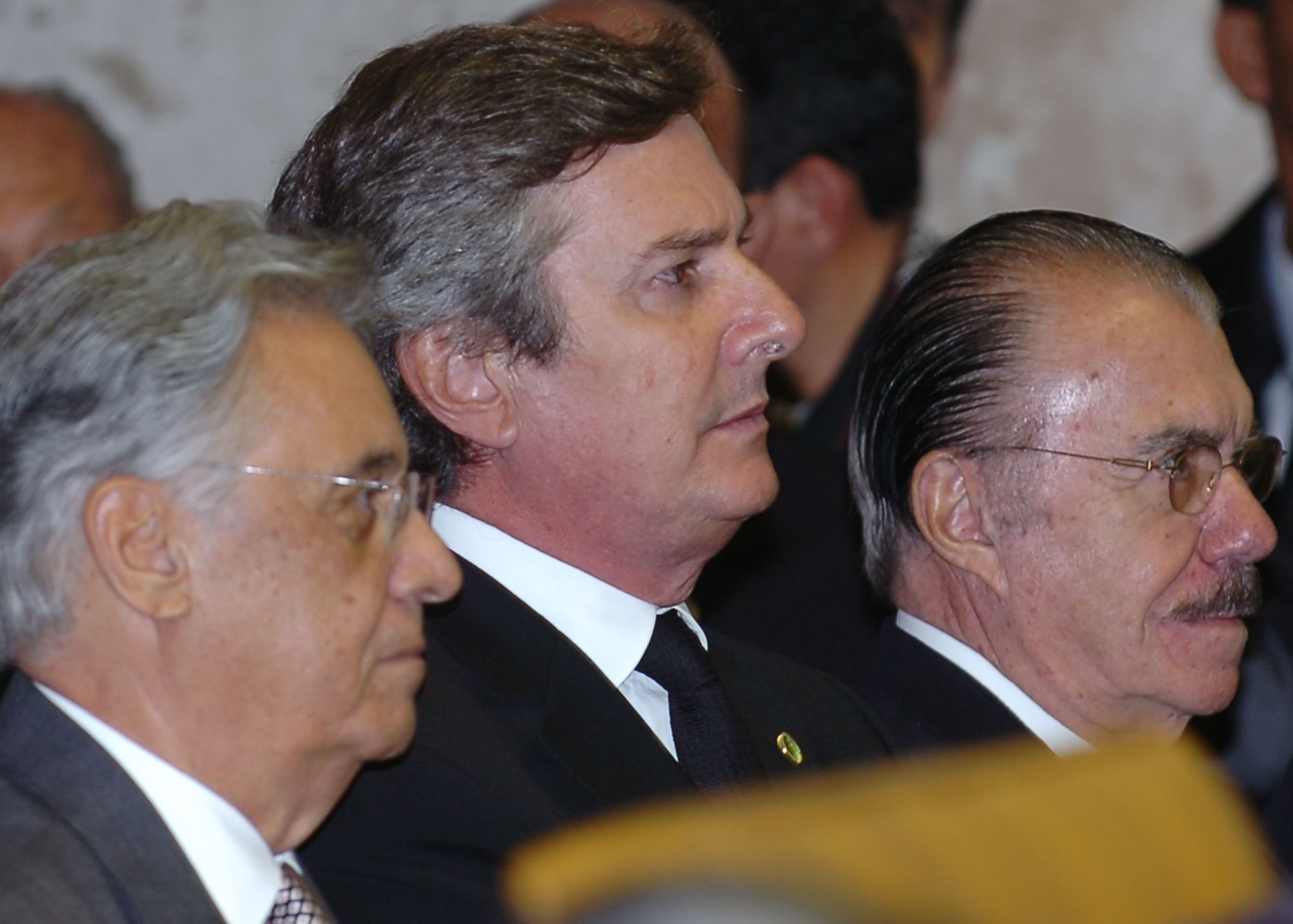
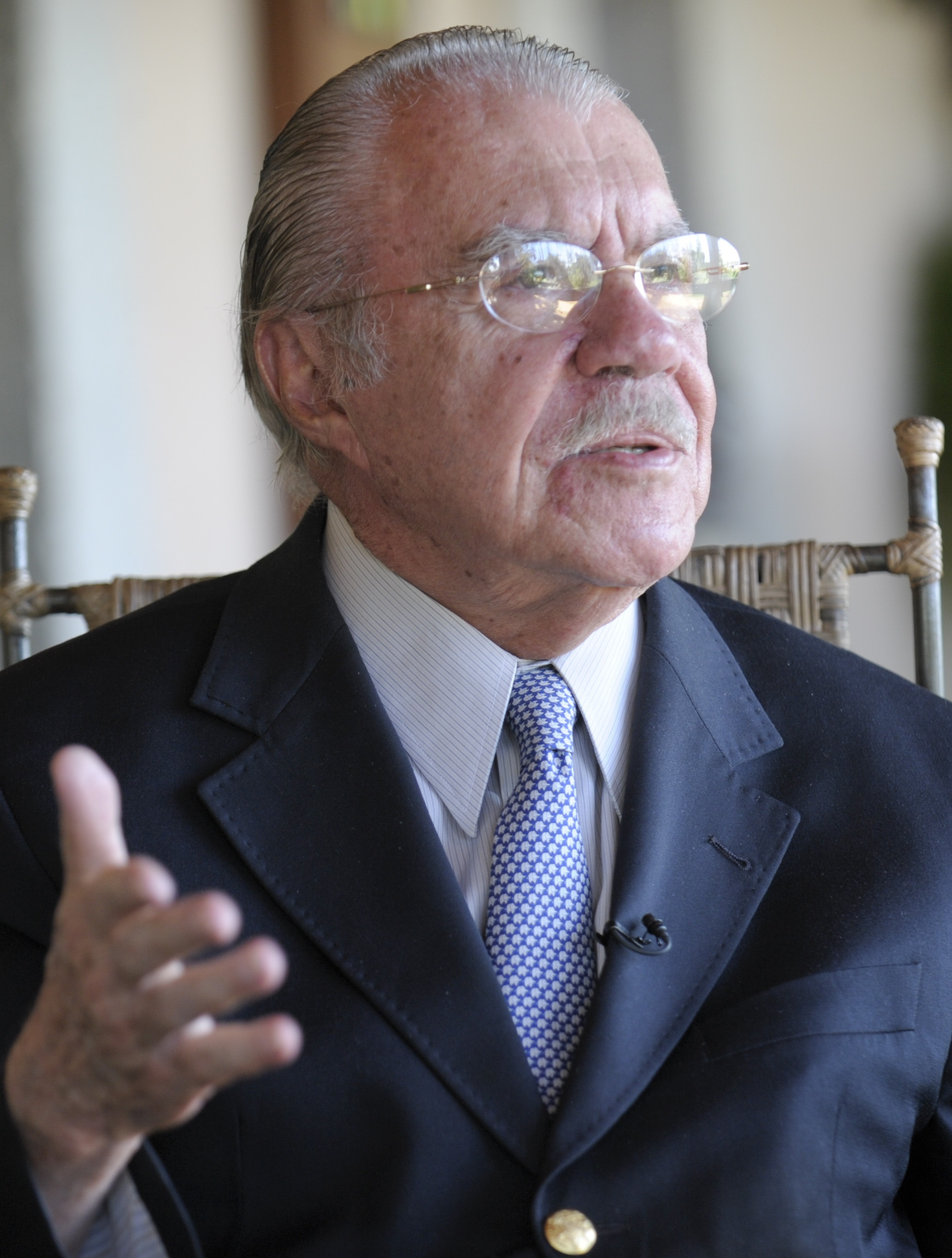
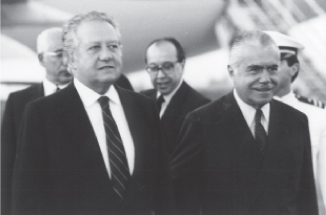
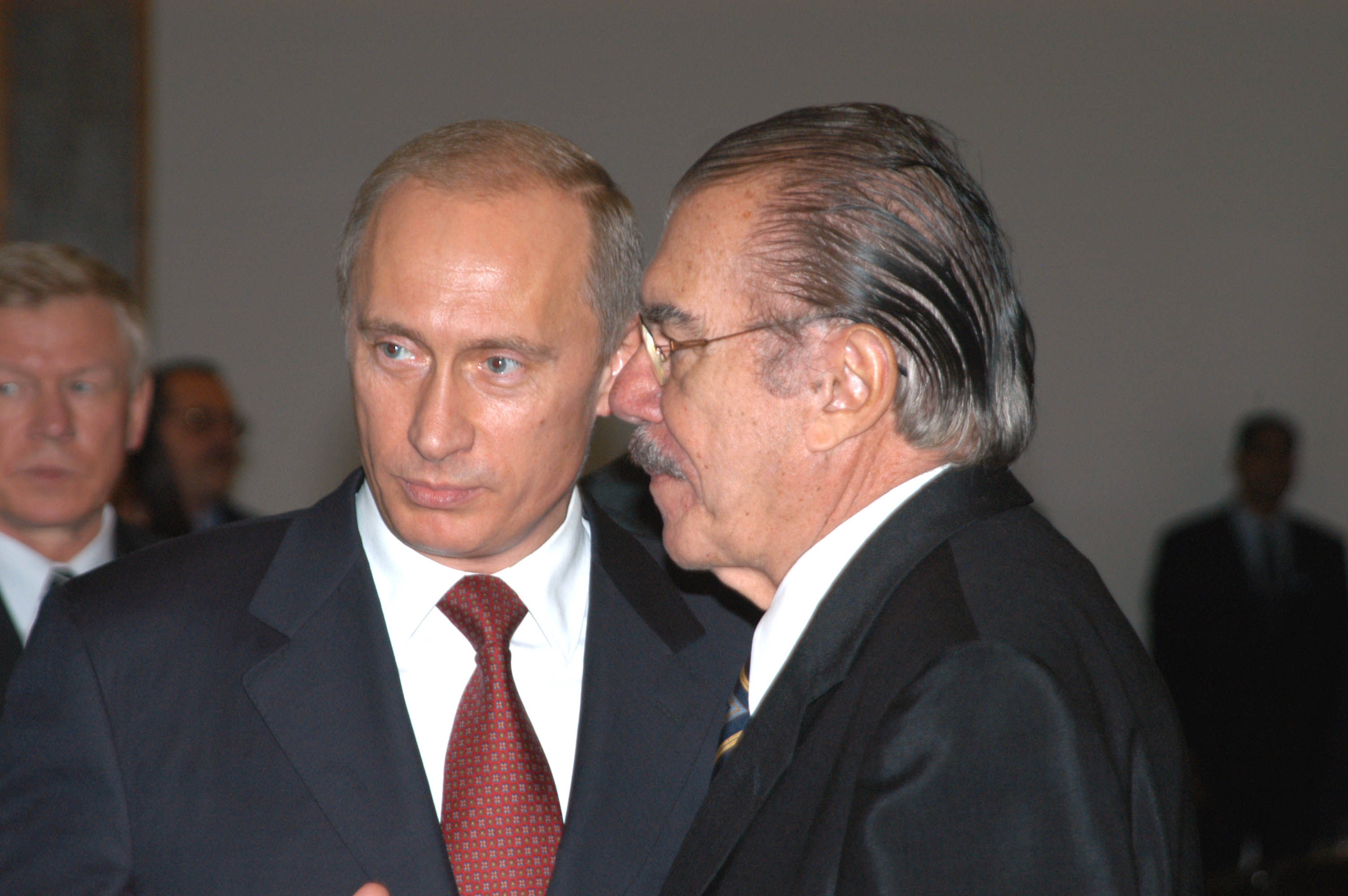
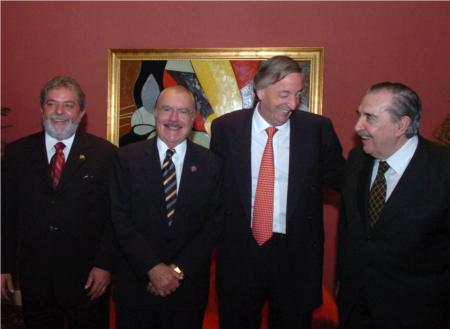

## روابط خارجية
- جوسيه سارني على موقع الموسوعة البريطانية (الإنجليزية)
- جوسيه سارني على موقع مونزينجر (الألمانية)
- جوسيه سارني على موقع إن إن دي بي (الإنجليزية)